# Campeonato Mundial de Meia Maratona de 2008

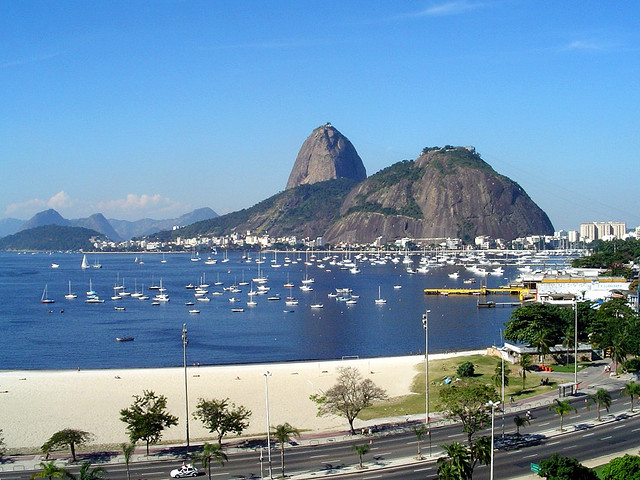
Rio de Janeiro. Cidade brasileira onde ocorreu o campeonato mundial de meia maratona em 2008

O Campeonato Mundial de Meia Maratona de 2008 foi realizado na cidade do Rio de Janeiro, Brasil, no dia 12 de Outubro sendo anunciada como sede em Novembro de 2007, pela IAAF.
O Mundial de Meia Maratona, foi disputado simultaneamente com a Meia Maratona do Rio, do mesmo ano, sendo o percurso o mesmo.

## Resultados

### Individual

#### Masculino
| Pos | Atleta                    | Nacionalidade | Tempo   |
| --- | ------------------------- | ------------- | ------- |
| 1   | Zersenay Tadese           | Eritreia      | 59:56   |
| 2   | Patrick Makau Musyoki     | Quênia        | 1:01:54 |
| 3   | Ahmad Hassan Abdullah     | Catar         | 1:01:57 |
| 4   | Stephen Kipkoech Kibiwott | Quênia        | 1:01:58 |
| 5   | Yusei Nakao               | Japão         | 1:02:05 |
| 6   | Dieudonné Disi            | Ruanda        | 1:03:03 |
| 7   | Abebe Dinkesa             | Etiópia       | 1:03:04 |
| 8   | Marilson dos Santos       | Brasil        | 1:03:14 |

#### Feminino
| Pos | Atleta             | Nacionalidade | Tempo   |
| --- | ------------------ | ------------- | ------- |
| 1   | Lornah Kiplagat    | Países Baixos | 1:08:37 |
| 2   | Aselefech Mergia   | Etiópia       | 1:09:57 |
| 3   | Pamela Chepchumba  | Quênia        | 1:10:01 |
| 4   | Genet Getaneh      | Etiópia       | 1:10:03 |
| 5   | Peninah Arusei     | Quênia        | 1:10:12 |
| 6   | Abebu Gelan        | Etiópia       | 1:10:59 |
| 7   | Julia Mumbi Muraga | Quênia        | 1:11:11 |
| 8   | Atsede Habtamu     | Etiópia       | 1:11:13 |

### Equipe

#### Masculino
| Pos | Atletas                                                                    | Tempo   |
| --- | -------------------------------------------------------------------------- | ------- |
| 1   | Quênia · Patrick Makau Musyoki · Stephen Kipkoech Kibiwott · Joseph Maregu | 3:07:24 |
| 2   | Eritreia · Zersenay Tadese · Michael Tesfay · Mogos Ahferom                | 3:09:40 |
| 3   | Catar · Ahmad Hassan Abdullah · Essa Ismail Rashed · Ali Dawoud Sedam      | 3:10:52 |

#### Feminino
| Pos | Atletas                                                          | Tempo   |
| --- | ---------------------------------------------------------------- | ------- |
| 1   | Etiópia · Aselefech Mergia · Genet Getaneh · Abebu Gelan         | 3:30:59 |
| 2   | Quênia · Pamela Chepchumba · Peninah Arusei · Julia Mumbi Muraga | 3:31:24 |
| 3   | Japão · Yukiko Akaba · Miki Ohira · Yuko Machida                 | 3:40:58 |